# Филип Уорън Гертсон
Филип Уорън Гертсон е норвежко-филипински футболен фристайлър, живеещ в Швеция.

## Биография
Той е роден на 24 юли 1991 г., от норвежка майка и филипински баща. Според него, родителите му за пръв път са се срещнали в Осло през 1980-те години. Той се захванал с фристайл футбол през 2006 г., когато е бил на 14 г. Филип живее с приятелката си в шведското градче Малмьо.
Той става европейски шампион през 2009 г. и шампион на Швеция през 2010 година. Завършва на 7-о място по фристайл футбол на световното турне през 2014 г. През 2015 г. завършва 4-ти в турнира Супербол, който се провежда годишно в Чехия.
Той печели първите азиатски първенства по фристайл през 2014 в Ханой, където побеждава иранския фристайлър Мохамед Акбари. През 2015 в Джакарта, Филип не успява да защити титлата си. Той губи на финала от японеца Косуке Такахаши. Филип отново успява да спечели азиатските първенства през 2016 г. в Давао Сити.
Той също започва канал в YouTube на 15 февруари 2006 г. под името „PWGfreestyle“, в който качва влогове и фристайл футбол трикове. Всяка година на 31 декември той качва компилация от най-добрите си трикове през изминалата година.
Работи с Униспорт, датски уебсайт, който продава футболна екипировка, и прави уроци за футбол и фристайл футбол в канала на Униспорт в YouTube, заедно с Джей Майк и Джолтер.